# Arne Källerud
Karl Gunnar Arne Källerud, född 23 september 1913 i Bro församling i Upplands-Bro, död 20 september 1981 i Saltsjö-Boo, Nacka, var en svensk skådespelare.

## Biografi
Källerud började spela amatörteater i slutet av 1920-talet. Sin professionella debut gjorde han 1941 i Casinorevyn Hör oss Klara, och han tillhörde sedan Gösta Bernhards Casinogäng under hela 1940-talet. Han utbildade sig vid Gösta Terserus teaterskola 1941–1943 och kom att arbeta på de flesta privatteatrar i Stockholm, bland andra Scalateatern, Intiman, Maximteatern och Oscars.
Arne Källerud blev mest känd som parhäst till Carl-Gustaf Lindstedt i en rad revyer, filmer och radioprogram, såsom långköraren Räkna med bråk. Mellan åren 1957 och 1962 drev Källerud och Lindstedt den lilla teatern Nöjeskatten på Ringvägen i Stockholm. Källerud medverkade i ett stort antal långfilmer, bland andra Flyg-Bom, Mästerdetektiven och Rasmus, Hjälpsamma herrn, Åsa-Nisse i rekordform och Rännstensungar. Källerud blev med tiden folkkär och rollen som den rekorderlige brodern Johan i Gideon Wahlbergs hyllade tv-serie Söderkåkar från 1970 kom att bli något av hans signum. 
Han gjorde också ett par uppskattade dubbningar till Disneyfilmerna Djungelboken (överste Hathi) och Aristocats (hunden Napoleon).
Källerud ligger begravd på Nacka norra kyrkogård.

## Filmografi i urval

### Film
- 1943 – Kungsgatan
- 1944 – Gröna hissen
- 1945 – Rattens musketörer
- 1946 – Stiliga Augusta
- 1946 – 100 dragspel och en flicka
- 1947 – Kvarterets olycksfågel
- 1947 – Nattvaktens hustru
- 1947 – Här kommer vi
- 1948 – Lars Hård
- 1948 – Loffe som miljonär
- 1949 – Lattjo med Boccaccio
- 1949 – Pippi Långstrump
- 1949 – Kronblom kommer till stan
- 1949 – Människors rike
- 1949 – Gatan
- 1949 – Bara en mor
- 1950 – Åsa-Nisse på jaktstigen
- 1950 – Anderssonskans Kalle
- 1950 – Stjärnsmäll i Frukostklubben
- 1950 – Loffe blir polis
- 1950 – Regementets ros
- 1950 – Påhittiga Johansson
- 1951 – Poker
- 1951 – 91 Karlssons bravader
- 1951 – Hon dansade en sommar
- 1951 – Tull-Bom
- 1951 – Spöke på semester
- 1952 – Möte med livet
- 1952 – En fästman i taget
- 1952 – Åsa-Nisse på nya äventyr
- 1952 – Hon kom som en vind
- 1952 – Säg det med blommor
- 1952 – Blondie, Biffen och Bananen
- 1952 – 69:an, sergeanten och jag
- 1952 – Kalle Karlsson från Jularbo
- 1952 – Flyg-Bom
- 1952 – Farlig kurva
- 1953 – Fartfeber
- 1953 – Mästerdetektiven och Rasmus
- 1953 – Ursula – flickan i finnskogarna
- 1954 – Hjälpsamma herrn
- 1954 – Karin Månsdotter
- 1954 – Brudar och bollar eller Snurren i Neapel
- 1954 – Flicka utan namn
- 1955 – Resa i natten
- 1955 – Far och flyg
- 1955 – Flickan i regnet
- 1955 – Friarannonsen
- 1955 – Åsa-Nisse ordnar allt
- 1956 – Ett kungligt äventyr
- 1956 – Främlingen från skyn
- 1956 – På heder och skoj
- 1956 – Den hårda leken
- 1957 – Vägen genom Skå
- 1957 – Räkna med bråk
- 1959 – Guldgrävarna
- 1961 – Vi fixar allt
- 1961 – Svenska Floyd
- 1962 – Raggargänget
- 1963 – Tre dar i buren
- 1964 – Älskling på vift
- 1966 – Trettio pinnar muck
- 1968 – Freddy klarar biffen
- 1968 – Korridoren
- 1968 – Agent 0,5 och kvarten – fattaruväl!
- 1969 – Miss and Mrs Sweden
- 1969 – Åsa-Nisse i rekordform
- 1970 – Kyrkoherden
- 1974 – Rännstensungar

### TV
- 1968 – Rätt man (TV-teater)
- 1968 – Klart spår till Tomteboda (TV-serie)
- 1968 – Markurells i Wadköping (TV-serie)
- 1969 – Kråkguldet (TV-serie)
- 1969 – Håll polisen utanför (TV-serie)
- 1970 – Rullgardinen
- 1970 – Söderkåkar (TV-serie)
- 1970 – Röda rummet (TV-serie)
- 1972 – Bröderna Malm (TV-serie)
- 1972 – Barnen i Höjden (TV-serie)
- 1972–1973 – Ett resande teatersällskap (TV-serie)
- 1973 – Pappas pojkar (TV-serie) avsnitt 3
- 1975 – Tjocka släkten (TV-serie)
- 1976 – Engeln (TV-serie)
- 1976 – En dåres försvarstal (TV-serie)
- 1977 – Men så en dag om morgonen
- 1978 – Grabbarna i 57:an eller Musikaliska gänget (TV-serie)
- 1979 – Selambs (TV-serie)

### Dubbning
- 1967 års omdubb[5]  – Askungen (kungen)
- 1967 – Djungelboken (överste Hathi)
- 1971 – Aristocats (hunden Napoleon)

## Teater

### Roller (ej komplett)
| År   | Roll                                | Produktion                                                                             | Regi             | Teater           |
| ---- | ----------------------------------- | -------------------------------------------------------------------------------------- | ---------------- | ---------------- |
| 1942 | Medverkande                         | Handen på hjärtat, revy Stig Bergendorff och Gösta Bernhard                            | Inga Hodell      | Casinoteatern    |
| 1942 | Medverkande                         | Så blev det vår igen, revy Stig Bergendorff och Gösta Bernhard                         | Inga Hodell      | Casinoteatern    |
| 1942 | Medverkande                         | Välj Klara!, revy Stig Bergendorff och Gösta Bernhard                                  | Inga Hodell      | Casinoteatern    |
| 1943 | Medverkande                         | Kom i kostym, revy Stig Bergendorff och Gösta Bernhard                                 | Inga Hodell      | Casinoteatern    |
| 1943 | Medverkande                         | Sista skriket, revy Stig Bergendorff och Gösta Bernhard                                | Inga Hodell      | Casinoteatern    |
| 1944 | Medverkande                         | Tjugo svarta fötter, revy Stig Bergendorff och Gösta Bernhard                          | Gösta Terserus   | Casinoteatern    |
| 1945 | Medverkande                         | Galopperande hickan, revy Stig Bergendorff och Gösta Bernhard                          | Gösta Terserus   | Casinoteatern    |
| 1946 | Medverkande                         | Den ridderliga flugan, revy Stig Bergendorff och Gösta Bernhard                        | Gösta Terserus   | Casinoteatern    |
| 1947 | Medverkande                         | Alltid pippi, revy Stig Bergendorff och Gösta Bernhard                                 | Gösta Terserus   | Casinoteatern    |
| 1948 | Medverkande                         | Oh, eller Olympiska hetsen, revy Stig Bergendorff och Gösta Bernhard                   | Gösta Terserus   | Casinoteatern    |
| 1950 | Medverkande                         | 25-öresrevyn, eller Hjälp, revy Stig Bergendorff och Gösta Bernhard                    | Gösta Terserus   | Casinoteatern    |
| 1951 | Gangstern                           | Kiss Me, Kate Cole Porter, Samuel Spewack och Bella Spewack                            | Sven Aage Larsen | Oscarsteatern    |
| 1952 | Medverkande                         | Här håller vi hus, revy Nils Perne, Sven Paddock, Lars Perne och Carl-Gustaf Lindstedt | Sven Paddock     | Scalateatern     |
| 1954 | Medverkande                         | Sista skriket 54, revy Stig Bergendorff och Gösta Bernhard                             | Gösta Bernhard   | Casinoteatern    |
| 1956 | Nilsson, mannen i den gula kostymen | Pippi, you know, revy Stig Bergendorff och Gösta Bernhard                              | Gösta Bernhard   | Casinoteatern    |
| 1963 | Politicus                           | Lås in Era döttrar Laurie Johnson, Lionel Bart och Bernard Miles                       | Ivo Cramér       | Oscarsteatern    |
| 1963 | Medverkande                         | Vi har fyr för oss, revy Bros. Corp.                                                   | Ragnar Sörman    | Boulevardteatern |
| 1971 |                                     | Upp i smöret Terence Frisby                                                            | Isa Quensel      | Intiman          |
| 1974 | Charlie Davenport                   | Annie Get Your Gun Irving Berlin, Dorothy Fields och Herbert Fields                    | Åke Falck        | Scandinavium     |